# 齿舌纹肋扇贝
齿舌纹肋扇贝（学名：Decatopecten radula），是莺蛤目海扇蛤科Decatopecten的一种。分布于南中国海、印度洋、菲律宾、日本奄美以南、新几内亚 ，中国原产于海南新封、三亚等地。齿舌纹肋扇贝自由生活于潮间带低潮线附近的海藻、石块下、泥或沙上。滤食浮游生物及有机碎屑。